# Luís Fabiano
Luís Fabiano Clemente (sinh ngày 8 tháng 11 năm 1980), thường được gọi Luís Fabiano, là một cựu cầu thủ bóng đá người Brasil. Anh từng là tiền đạo chính của câu lạc bộ Sevilla và đội tuyển Brasil. Fabiano có kĩ thuật cá nhân đúng chất Brasil, nhưng lại nổi tiếng với sức mạnh và hiệu quả như cầu thủ châu Âu.

## Sự nghiệp câu lạc bộ

### Khởi nghiệp
Sau khi có mùa giải thất vọng ở CLB Rennes (Pháp), anh đã thành danh dưới màu áo CLB São Paulo (Brazil) với màn trình diễn ấn tượng. Khả năng xử lý nhanh, hiệu quả và dứt điểm lạnh lùng của anh đã giúp São Paulo vào đến Bán Kết Copa Libertadores 2004. Tuy vậy, Fabiano cũng nổi tiếng "lắm tài nhiều tật" khi được gắn biệt danh Bad Boy. Trong trận đấu ở Copa Sudamericana 2003 giữa São Paulo và River Plate F.C., đã có va chạm xảy ra trên sân. Nhân lúc đó, Fabiano đã vòng ra sau lưng một cầu thủ đối phương đá vào "chỗ hiểm" anh ta. Khi được "hộ tống" ra khỏi sân, Fabiano đã nói: Hắn ta nên chiến đấu như đàn ông hơn là kiếm quả penalty

### FC Porto
Anh được chuyển đến F.C. Porto với giá 10 triệu US$ năm 2004. Ở đây, Fabiano tái ngộ với Diego, đồng đội trong tuyển Brazil thi đấu ở Copa América 2004. Tuy nhiên, anh lại trình diễn tệ hại khi chỉ ghi được 3 bàn trong 22 trận được ra sân. Điều này khiến anh được chuyển tới Sevilla F.C. ở giải La Liga.

### Sevilla
10 tháng 5 năm 2006, anh ghi bàn mở tỉ số trong chiến thắng 4-0 trước Middlesbrough F.C. tại chung kết UEFA Cup (tên cũ của Europa League). Fabiano càng thi đấu càng trưởng thành, và thành công đã đến với anh ở mùa giải La Liga 2007-2008 khi đoạt danh hiệu Á quân Vua Phá Lưới La Liga Cúp Pichichi với 24 bàn thắng (xếp sau Daniel Güiza - 27 bàn). Điều đó đã giúp anh được gọi lại vào Seleção với suất tiền đạo chính.

4 tháng 7 năm 2009, CLB AC Milan đã liên hệ với Sevilla F.C. nhằm đưa tiền đạo Brasil này về sân San Siro, nhưng thương vụ này không thành. Cũng trong năm đó, Anh đã gia hạn hợp đồng với Sevilla F.C. tới năm 2011.